# Knuckle City
Knuckle City és una pel·lícula esportiva criminal sud-africana del 2019 escrita i dirigida per Jahmil X.T. Qubeka. Es va projectar a la secció Contemporary World Cinema al Festival Internacional de Cinema de Toronto del 2019. Va ser seleccionada com a entrada sud-africana per a la millor pel·lícula internacional als 92è Premis de l'Acadèmia, però finalment no va ser nominat. Ha estat subtitulada al català.

## Repartiment
- Bongile Mantsai com a Dudu Nyakama
- Sivuyile Ngesi com a Goatee
- Nomhle Nkonyeni com a Ma Bokwana

## Crítica
A Rotten Tomatoes, té una puntuació d'aprovació perfecta del 100% basada en set ressenyes i una puntuació mitjana de 7,8/10.